# Pământ de țelină

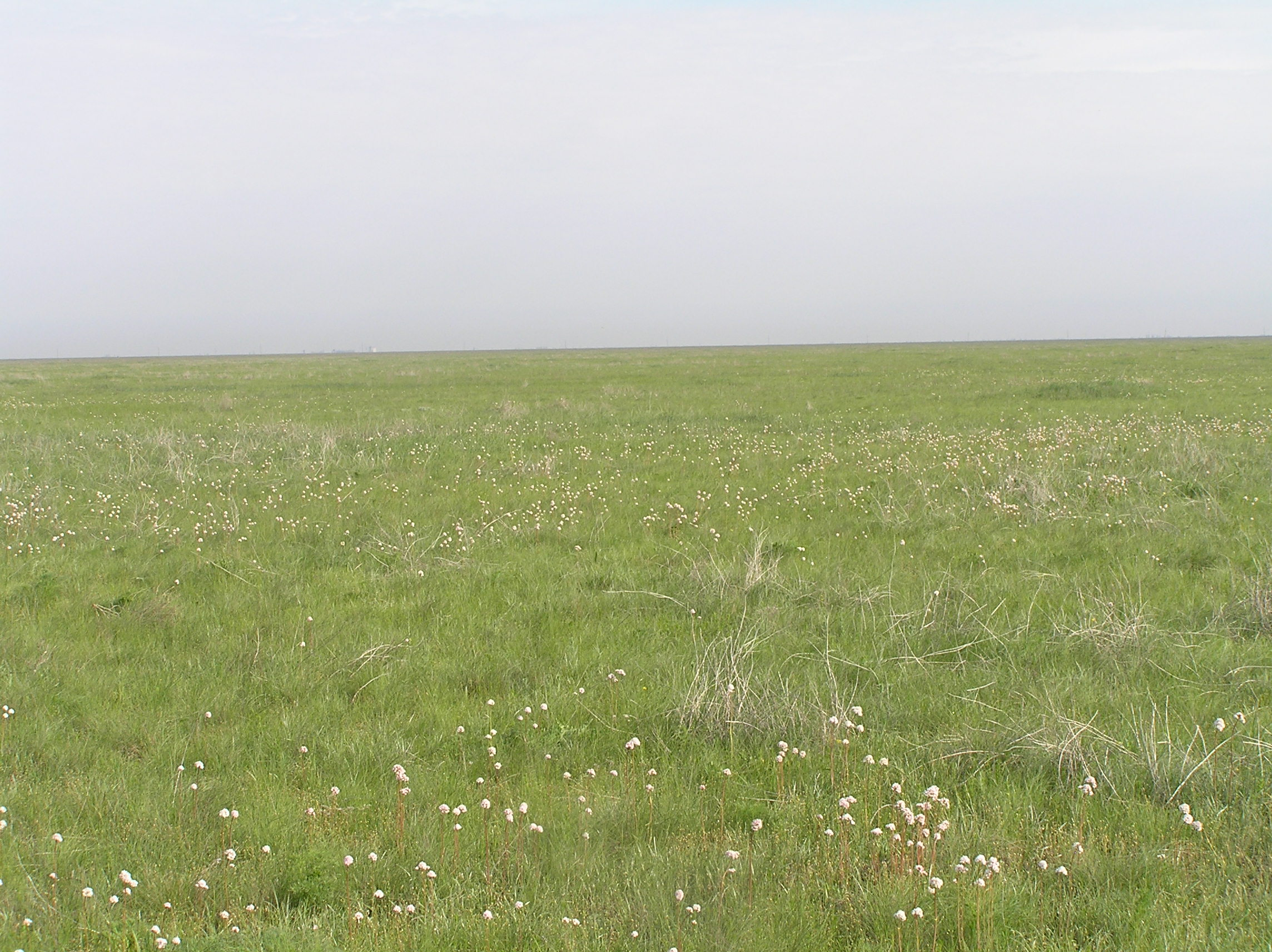

Pământul de țelină, denumit și pământ de brazdă, este folosit în pregătirea amestecului nutritiv al solurilor în legumicultură și horticultură.
Pământul de țelină se obține din stratul superficial al solului, de pe terenuri înțelenite cu graminee și leguminoase perene, sau de pe un loc cu iarbă și plante din familia trifoiului (pajiști). Prin putrezirea masei mari de rădăcini ce se află în stratul superior al solului, în decursul anilor, acesta se îmbogățește în substanțe nutritive. Are o bună structură fizică, găzduind o multitudine de microorganisme utile plantelor. Nu se folosește proaspăt, ci necesită o preparare.

## Prepararea pământului de țelină
Se recoltează brazde înierbate pe o adâncime de 20 cm. Brazdele se așază apoi în platforme de descompunere, de obicei late de 2 m și înalte de 1,5 m. Acestea se udă cu apă sau zeamă de bălegar și se lasă să fermenteze circa 6 - 8 luni, până ce iarba brazdelor s-a descompus, după care materialul astfel obținut se cerne, sau se pisează, rezultând un pământ de țelină cu o structură granulată, bun pentru pregătirea amestecurilor nutritive. Poate fi folosit imediat sau păstrat în grămezi pe platforme până la descompunerea totală a resturilor vegetale. 

## Caracteristici
Pământul de țelină este un pământ greu, cu permeabilitate și afânare redusă, are culoare cenușie-maronie, este foarte bine structurat, având o structură granulară, are conținut ridicat în elemente minerale, în special azot, și are pH alcalin, variabil între 6,5-8. Conținutul în elemente minerale depinde foarte mult de flora existentă pe terenul de unde s-au recoltat brazdele.
Greutatea unui metru cub de pământ de țelină este de 900 - 1000Kg.

## Observație
Cuvântul "țelină" din sintagma pământ de țelină înseamnă un pământ "înțelenit", care nu s-a lucrat niciodată sau care a fost lăsat mulți ani nelucrat, adică pârloagă, și nu are nici o legătură cu planta numită țelină.